# Stublica
Stublica (en serbe cyrillique : Стублица) est un village de Serbie situé dans la municipalité de Trstenik, district de Rasina. Au recensement de 2011, il comptait 180 habitants.
Stublica est également connue sous le nom de Suvlica.

## Démographie
| 1948 | 1953 | 1961 | 1971 | 1981 | 1991 | 2002 | 2011 |
| ---- | ---- | ---- | ---- | ---- | ---- | ---- | ---- |
| 329  | 350  | 337  | 293  | 282  | 236  | 210  | 180  |

|  |